# Gastrea
La gastrèa (dal lat. scient. gastraea, a sua volta derivata dal greco γαστήρ -τρός «ventre») è un ipotetico organismo ancestrale dal quale sarebbero derivati tutti i metazoi (gli organismi pluricellulari che formano il regno animalia di Linneo).
La possibile esistenza della gastrea, come essere vivente o come fossile, fu dedotta da Ernst Haeckel nel quadro della teoria della ricapitolazione, da lui sviluppata nella Generelle Morfologie. Egli, infatti, osservò che tutti gli embrioni degli organismi superiori attraversano inizialmente una stessa fase di sviluppo, quella di gastrula, in cui sono costituiti da solo due foglietti embrionali e ipotizzò che questo stadio corrispondesse nella filogenesi allo sviluppo di una tipologia primitiva di organismo, quello appunto della gastrea.
Non venne mai trovata alcune gastrea, né vivente né fossile, e la biologia moderna ha abbandonato queste speculazioni fantasiose.